# Hofgut (Schöllkrippen)

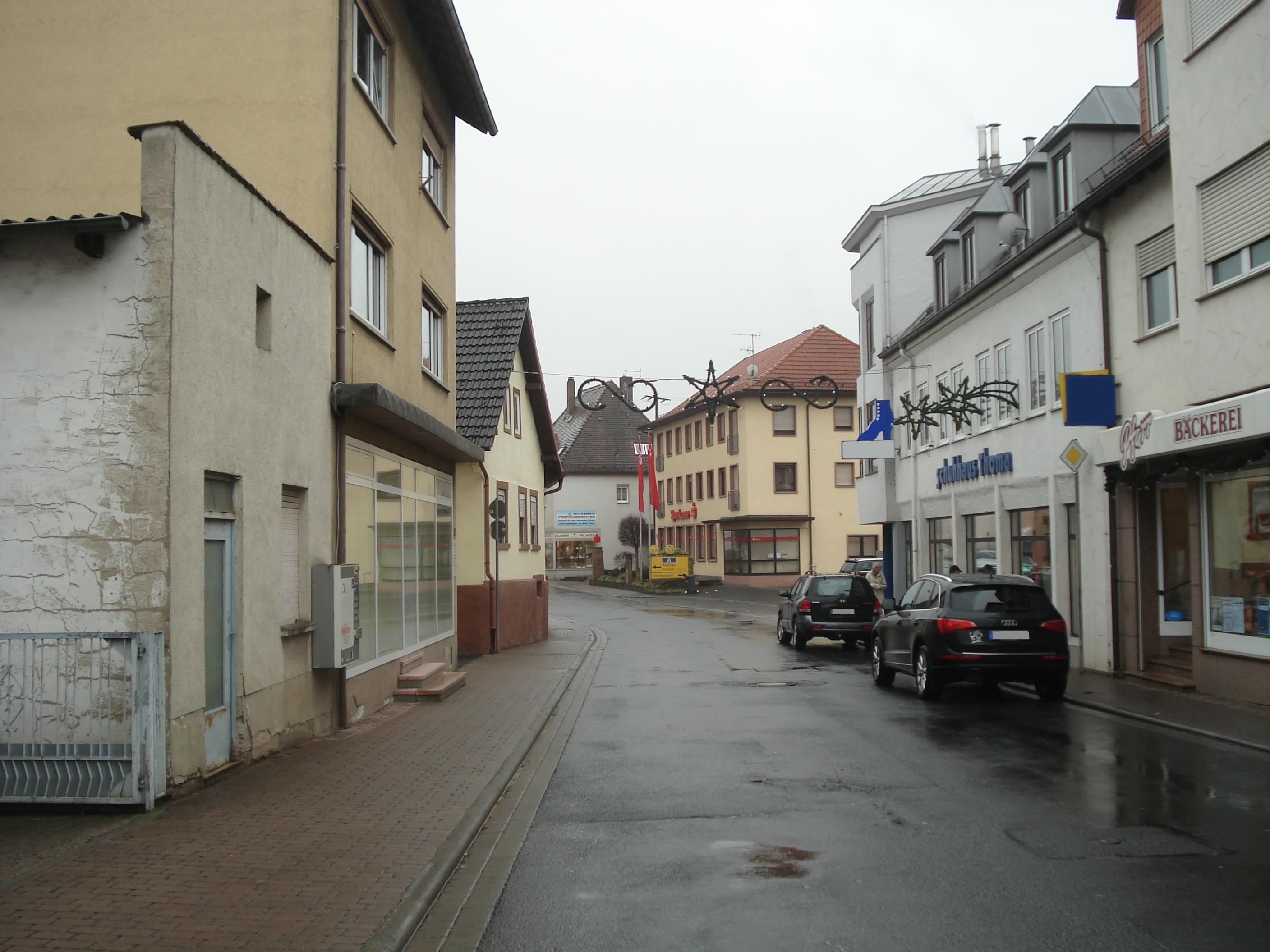
Ortsdurchfahrt von Hofgut (St.2305)

Hofgut war bis 1811 ein selbständiger Ort im heutigen Landkreis Aschaffenburg im bayerischen Spessart. Heute ist der Ort mit Schöllkrippen baulich verwachsen und der Name vollständig verschwunden. Hofgut liegt an der heutigen Staatsstraße 2305 zwischen Schöllkrippen und Großlaudenbach, etwa dort, wo der Westerbach in die Kahl mündet. Der Ort hatte zum Zeitpunkt der Zusammenlegung mit Schöllkrippen etwa 200 Einwohner.